# La Tactique du gendarme
La Tactique du gendarme est une chanson française interprétée par Bourvil en 1949 pour le film Le Roi Pandore.
Il s'agit de l'un des plus grands succès musicaux de Bourvil.